# مرغ حق هندی
مرغ حق هندی (نام علمی: Otus bakkamoena) نام یک گونه از سرده مرغ حق است. این جغد از شبه جزیره عربستان تا هند و همچنین از جنوب شرق اسیا تا اندونزی پراکنده است.

## نگارخانه

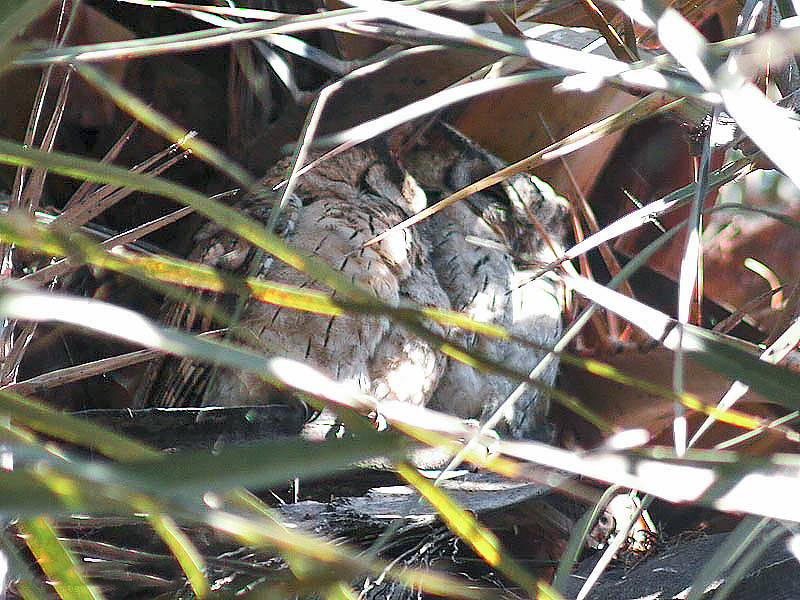
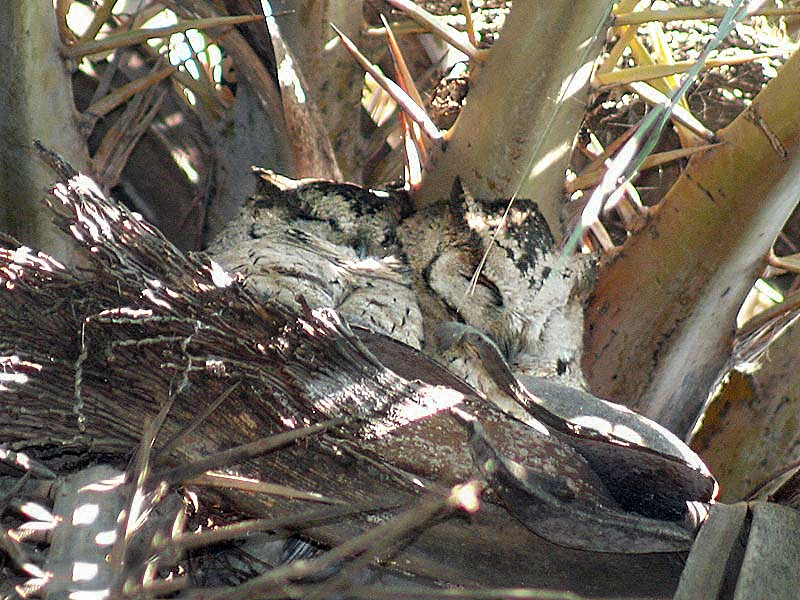
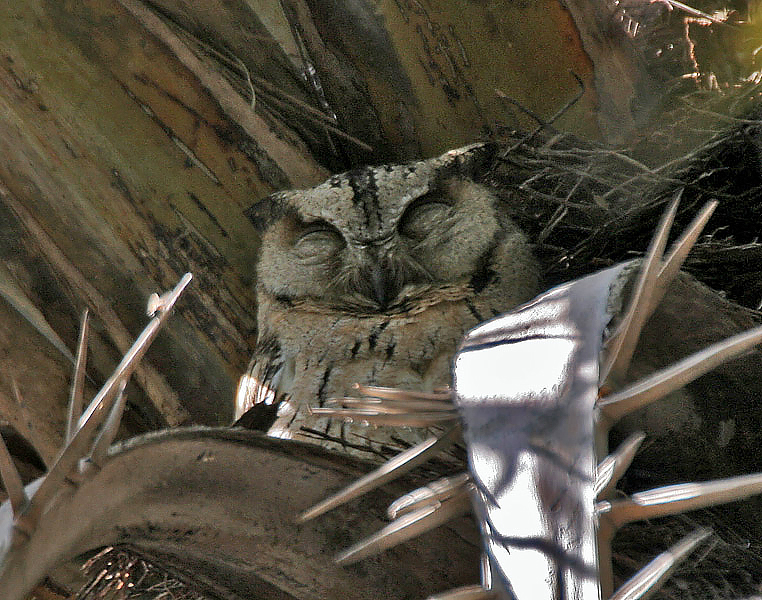